# Crépy-en-Valois
Crépy-en-Valois är en kommun i departementet Oise i regionen Hauts-de-France i norra Frankrike. Kommunen ligger i kantonen Crépy-en-Valois som tillhör arrondissementet Senlis. År 2022 hade Crépy-en-Valois 14 243 invånare.

## Befolkningsutveckling
Antalet invånare i kommunen Crépy-en-Valois
| Referens: INSEE |